# Anarisfjällen

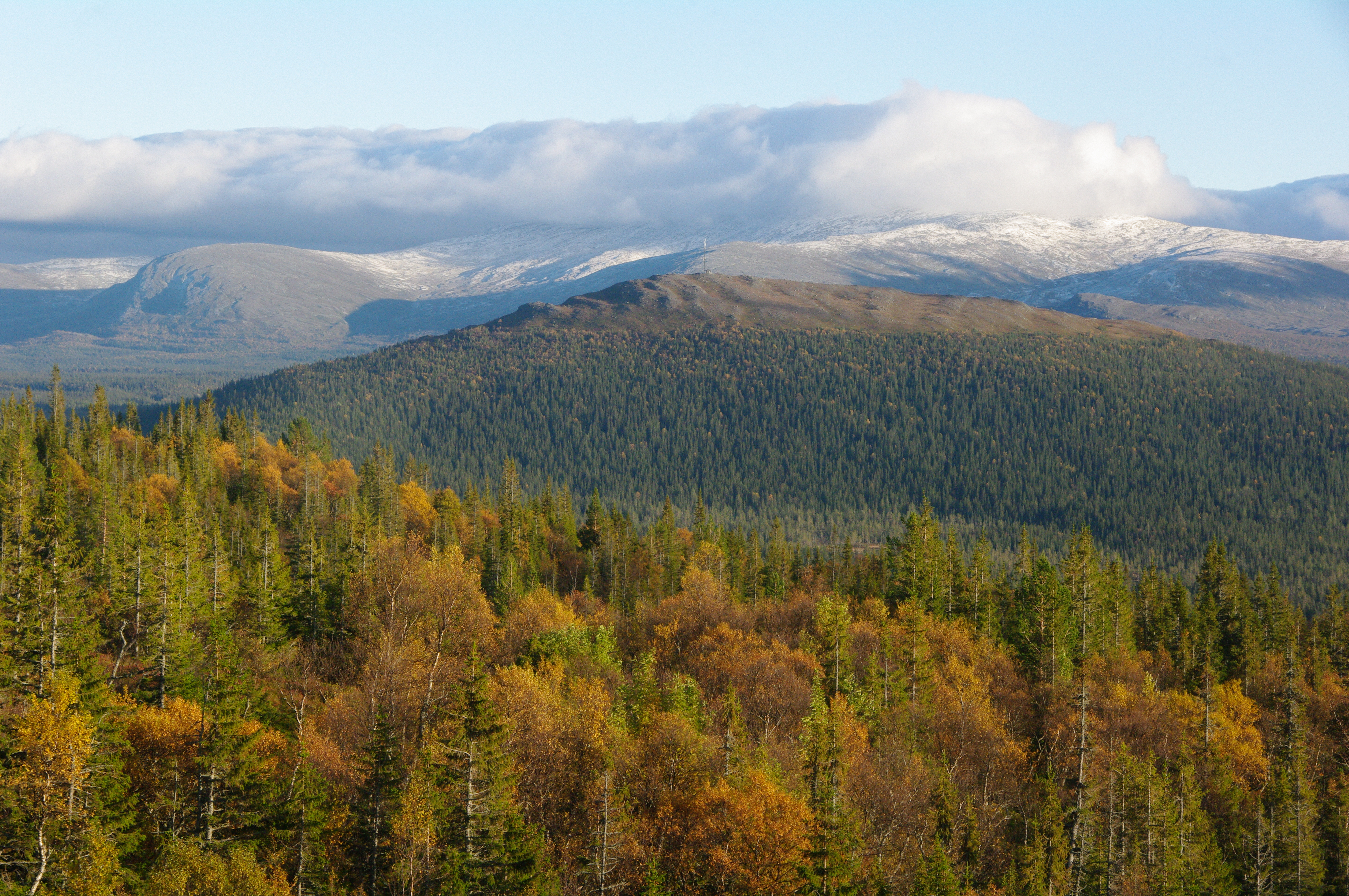
Anarisfjällen

Anarisfjällen är ett fjällmassiv i Undersåkers socken i södra delen av Åre kommun i sydvästra Jämtland. Anarisfjällen ligger närmast väster om Oviksfjällen och nordost om Lunndörrsfjällen.
Nära Vålådalen via "lappvägen"
Högsta topp är Stora Anahögen (1423 m ö.h.).
Norr om Stora Grönklumpen ligger Gröndalen med ett stort isälvsdelta, vilket innehåller goda exempel på s.k. dödisgropar.
Namnet Anaris har ett oklart ursprung.
Vid Anarisfjällen inträffade den så kallade Anarisolyckan mellan den 23 och 25 februari 1978.